# Cassiopea-klassen
Cassiopea-klassen er en klasse af større patruljefartøjer brugt af Marina Militare.
De blev konstrueret i slutningen af 1980'erne efter civile standarder og er designet primært til patruljetjeneste i sikre områder.

## Skibe i klassen
| Pennant | Navn      | Kølen lagt        | Søsat            | Indgået           | Skæbne | Kaldesignal |
| ------- | --------- | ----------------- | ---------------- | ----------------- | ------ | ----------- |
| P401    | Cassiopea | 16. december 1987 | 20. juli 1988    | 6. juli 1989      | -      | IATA        |
| P402    | Libra     | 17. december 1987 | 27. juli 1988    | 28. november 1989 | -      | IATB        |
| P403    | Spica     | 5. september 1988 | 27. maj 1989     | 3. maj 1990       | -      | IATC        |
| P404    | Vega      | 20. juni 1989     | 24. februar 1990 | 25. oktober 1990  | -      | IATD        |